# Magical Girl Lyrical Nanoha
Magical Girl Lyrical Nanoha (魔法少女リリカルなのは, mahō shōjo ririkaru nanoha) est une série télévisée d'animation japonaise en 13 épisodes qui a été diffusée au Japon en 2004. C'est la première partie d'une saga comptant, en 2015, quatre séries : Nanoha, Nanoha A's, Nanoha StrikerS et Nanoha Vivid.

Un premier film d'animation adapté de la saison une est sorti le 23 janvier 2010 et un second film adapté de la saison deux est sorti le 14 juillet 2012. Un troisième film est actuellement en préparation.

## Synopsis
Nanoha Takamachi, 9 ans, est une écolière comme les autres. Elle écoute assidûment en cours et est une élève studieuse. Son père dirige un café près de la gare et sa mère l'aide dans son travail. Son frère est en première année d'études supérieures et sa grande sœur est en 2e année de lycée. Tout va pour le mieux dans cette existence simple et monotone jusqu'au jour où, empruntant un chemin différent pour aller à l'école, Nanoha tombe sur un furet blessé, chose qui serait sans importance si ce n'est que le furet en question la supplie télépathiquement de le soigner. Nanoha l'emmène alors chez le vétérinaire local afin qu'il y passe la nuit. Malheureusement, le cabinet du vétérinaire est attaqué au beau milieu de la nuit par une créature informe qui cherche à tuer le furet. Réveillée instinctivement, Nanoha se rend là-bas et rencontre le furet qui lui fait part d'une situation incroyable : il s'appelle Yūno Scrya et vient d'un autre monde afin de récupérer les Jewel Seeds, des pierres magiques dangereuses éparpillées de par la ville. Le monstre qui le poursuit en est d'ailleurs une... N'ayant pas assez de pouvoirs pour lui faire face, Yūno demande alors à Nanoha de combattre à sa place en utilisant le Raising Heart, une arme intelligente spécialement conçue pour sceller les Jewel Seeds.
Il se trouve alors que Nanoha fait preuve d'un talent inné pour la magie lorsqu'elle utilise Raising Heart. Yūno s'installe alors chez elle afin qu'elle l'aide à retrouver les Seeds restantes et les sceller pour empêcher l'apparition de failles dimensionnelles. Mais une autre Magical Girl fait bientôt son apparition : Fate Testarossa, accompagnée de son familier Arf, et il semble que leur but soit également de récupérer les Jewel Seeds...

## Personnages
- Nanoha Takamachi (高町 なのは, Takamachi Nanoha?) Voix : Yukari Tamura

écolière de 9 ans, elle rencontre Yūno, un furet blessé, dans un bois alors qu'elle va à l'école avec ses amies. Elle découvre alors qu'il vient du monde de Midchilda et qu'il cherche à récupérer toutes les Jewel Seeds afin de préserver l'équilibre dimensionnel du multivers. Elle devient alors une Magical Girl et aide Yūno grâce à son sceptre, Raising Heart. D'un naturel enjoué et dynamique, elle se renferme sur elle-même lorsqu'elle a des soucis afin de ne pas faire s'inquiéter les autres. Elle a longtemps senti un fossé entre elle et les autres, même au sein de sa famille et elle n'hésite jamais à aider ceux qui dépriment pour leur faire oublier les tracas de la vie.
- Yūno Scrya (ユーノ・スクライア?) Voix : Kaori Mizuhashi

habitant venu du monde de Midchilda. Il n'a pas de famille et a été recueilli par la tribu Scrya lorsqu'il était bébé. À la base, il est archéologue et c'est lui qui a découvert les Jewel Seeds. Malgré tout, c'est aussi un magicien puissant qui est spécialiste des sorts de limitation et d'emprisonnement. C'est lui qui donne Raising Heart à Nanoha et l'aide à retrouver toutes les Jewels Seeds afin d'empêcher la création de failles dimensionnelles. Il garde la plupart du temps une apparence de furet mais il peut aussi reprendre sa forme originelle d'humain de 12 ans. Comme toute personne utilisant la magie, il peut communiquer par télépathie avec Nanoha.
- Fate Testarossa (フェイト・テスタロッサ?) Voix : Nana Mizuki

Magical Girl créée par Precia Testarossa, une grande magicienne qui a engendré une dislocation inter dimensionnelle 26 ans auparavant, détruisant ainsi bon nombre de mondes. Sa "mère" l'a créée avec l'apparence et les souvenirs de sa fille Alicia afin qu'elle puisse la remplacer pendant qu'elle essaie de faire revivre sa défunte fille. Telle mère, telle fille, Fate dispose d'une quantité incroyable de pouvoirs magiques. Elle a pour mission de retrouver les 21 Jewels Seeds éparpillées à travers le monde et de les rapporter à sa mère. Pour cela, elle utilise une arme intelligente semblable à Raising heart appelée Bardiche. Elle a également à ses côtés Arf, un chien familier qui prend l'apparence d'une ravissante jeune fille quand elle le veut. De par la nature de sa mission, les confrontations entre elle et Nanoha sont très fréquentes.
- Arf (アルフ?) Voix : Natsuko Kuwatani

familière de Fate, elle la suit partout et la soutient dans sa recherche des Seeds. Elle voue à sa maîtresse une fidélité sans limite, voire une certaine forme d'amour. Comme Yūno, elle aide Fate grâce à sa magie d'emprisonnement. Elle porte une aversion envers la mère de Fate, Precia, qui n'hésite pas à fouetter sa fille lorsque celle-ci ne ramène pas assez de Seeds. C'est un serviteur dévoué et puissant qui fera tout pour défendre Fate.
- Precia Testarossa (プレシア・テスタロッサ?) Voix : Rei Igarashi

personnage obscur, son but est de réunir toutes les Seeds. Mais personne, même Fate, à qui elle a demandé de le faire, n'en connaît la raison (la raison est que Precia Testarossa avait une fille, Alicia, qui est morte ; elle veut donc que Fate lui ramène les Seeds pour qu'elle puisse faire revivre sa fille décédée). Elle a toujours détesté Fate.
- Chrono Harlaown (クロノ・ハラオウン?) Voix : Mikako Takahashi

agent du bureau d'investigation inter dimensionnel. C'est un maître magicien et le fils du commandant de l'Arthra, le vaisseau-mère du Bureau. Il utilise une arme intelligente semblable à Raising Heart et Bardiche, Stinger, qui est l'une des plus rapides et puissantes armes de la série.
- Lindy Harlaown (リンディ・ハラオウン?) Voix : Aya Hisakawa

mère de Chrono et commandant de l'Arthra.
- Amy (エイミィ?) Voix : Yuki Matsuoka

officier chargée des communications et du repérage des Seeds à bord de l'Arthra.

## La magie
Dans Nanoha, les personnages utilisent beaucoup la magie, en particulier à travers des armes intelligentes, les Devices :

### Raising Heart
C'est le Device de Nanoha. Il ressemble à un sceptre de Magical Girl mais c'est l'arme intelligente la plus puissante qui existe. Il dispose de plusieurs modes :
- Standby Mode : mode repos...
- Device Mode : mode de base.
- Sealing Mode : mode d'emprisonnement des Seeds. Trois ailes poussent à la base de sa tête et le pouvoir des Seeds est scellé dans la perle au bout du bâton. Elle peut utiliser des techniques défensives dans ce mode :

1. Protection : le nom en dit long sur cette fonction...
2. Round Shield : un puissant bouclier circulaire d'énergie. Ce bouclier est un bouclier anti-magie, Il permet aussi de stopper les attaques physique, mais ce dernier sera alors beaucoup moins efficace.
3. Flash Move : un mouvement éclair pour surprendre l'adversaire.
4. Flier Fin : des ailes poussent sur le côté de ses chaussures, lui permettant de voler.

- Shooting Mode : mode offensif, quand Nanoha se bat. Dans ce mode, elle peut utiliser diverses attaques qui utilisent la magie divine :

1. Divine Shooter : plusieurs boules d'énergie qui traquent l'ennemi où qu'il aille... Nanoha peut diriger les salves de shoot même sans activer complètement Raising Heart.
2. Divine Buster : un rayon d'énergie concentrée qui part de la perle de Raising Heart en direction de l'ennemi. C'est un sort puissant destiné à briser la défense de l'ennemie.
3. Divine Blaster : version considérablement plus puissante que le Buster... et énormément plus coûteuse en énergie...
4. Starlight Breaker : version ultime du Buster qui envoie un énorme faisceau d'énergie concentrée sur la cible à atteindre, celle-ci étant en plus prisonnière dans des anneaux d'énergie. La fuite est impossible... Cette attaque a en plus l'avantage de briser n'importe quelle barrière magique. Elle est destinée à "mettre hors de combat" l'ennemie

- Blaster Mode : Mode très puissant et destructeur, à différents niveaux, Blaster 1, 2 ou 3, qui est néanmoins très dangereux pour son utilisateur, réduisant la longueur de sa vie à chaque usage... Cependant, Nanoha n'en fera l'usage qu'à une seule reprise dans la Saison StrikerS.

### Bardiche
Cette longue hallebarde noire est le Device de Fate. Elle possède également différents modes, les Forms :
- Standby Form : mode repos.
- Device Form : mode de base.
- Sealing Form : mode scellement des Seeds. Elle fait pousser trois ailes à la base de la lame de Bardiche :

1. Defencer : bouclier de défense magique en sphère autour de Fate.
2. Sonic move : décuple la vitesse de Fate.
3. Thunder shift : un éclair d'énergie fonçant droit sur sa cible.
4. Photon Lancer : une ou plusieurs boules de foudre frappent la cible.

- Scythe Form : mode offensif de Bardiche qui se transforme en faux d'énergie.

1. Arc Saber : Fate lance un boomerang de foudre à partir de la lame de Bardiche.
2. Thunder Shoot : version améliorée du Thunder shift. Un éclair très puissant qui atteint l'ennemi à longue portée.
3. Thunder Storm : une nuée de petites boules d'électricité. La commande Blitz Rush permet de décupler la vitesse des boules.
4. Thunder Rage : attaque ultime de foudre. Envoie un faisceau d'électricité concentrée vers l'ennemi. Le faisceau fait plusieurs mètres de diamètre et cause des dégâts de zone à l'impact.

### Yūno
Yūno peut lui aussi se servir de la magie. Il a un rôle de défenseur et de soutien avec ses sorts de guérison, protection et emprisonnement dont il est un spécialiste.

## Anime

### Fiche technique
- Titre original : 魔法少女リリカルなのは
- Réalisation : Akiyuki Shinbo
- Scénario : Masaki Tsuzuki
- Chara-design : Yasuhiro Okuda
- Musique : Hiroaki Sano
- Genre : Mahō shōjo
- Durée : 13 X 25 = 325 min
- Année de production : 2004
- Studio : Seven Arcs

### Liste des épisodes
| No | Titre français                                       | Titre japonais                         | Titre japonais                          | Date de 1re diffusion |
| No | Titre français                                       | Kanji                                  | Rōmaji                                  | Date de 1re diffusion |
| -- | ---------------------------------------------------- | -------------------------------------- | --------------------------------------- | --------------------- |
| 1  | Est-ce une rencontre liée par le destin?             | それは不思議な出会いなの？             | Sore wa fushigi na deai nano?           | 1er octobre 2004      |
| 2  | Mon incantation magique est "ririkaru"?              | 魔法の呪文はリリカルなの？             | Mahō no jumon wa ririkaru nano?         | 8 octobre 2004        |
| 3  | La ville est en grand danger?                        | 街は危険がいっぱいなの？               | Machi wa kiken ga ippai nano?           | 15 octobre 2004       |
| 4  | Une rivale? Une autre magical girl!                  | ライバル！？もうひとりの魔法少女なの！ | Raibaru!? Mō hitori no mahō shōjo nano! | 22 octobre 2004       |
| 5  | La ville thermale, Uminari Onsen!                    | ここは湯のまち、海鳴温泉なの           | Koko wa yu no machi, Uminari onsen nano | 29 octobre 2004       |
| 6  | Ces sentiments peuvent-ils être compris?             | わかりあえない気持ちなの？             | Wakari aenai kimochi nano?              | 5 novembre 2004       |
| 7  | Le troisième magicien?                               | 三人目の魔法使いなの！？               | Sannin-me no mahō tsukai nano!?         | 12 novembre 2004      |
| 8  | Est-ce vraiment une grosse crise?                    | それは大いなる危機なの？               | Sore wa ōinaru kiki nano?               | 19 novembre 2004      |
| 9  | La bataille décisive au-dessus de l'océan!           | 決戦は海の上でなの                     | Kessen wa umi no ue de nano             | 26 novembre 2004      |
| 10 | Chacun ses propres blessures.                        | それぞれの胸の誓いなの                 | Sorezore no mune no chikai nano         | 3 décembre 2004       |
| 11 | Les souvenirs qui nous trahissent par delà le temps. | 思い出は時の彼方なの                   | Omoide wa toki no kanata nano           | 10 décembre 2004      |
| 12 | Le temps de sceller nos destins.                     | 宿命が閉じるときなの                   | Shukumei ga tojiru toki nano            | 17 décembre 2004      |
| 13 | Appelle-moi par mon nom.                             | なまえをよんで                         | Namae wo yonde                          | 24 décembre 2004      |

## Films

### Magical Girl Lyrical Nanoha The MOVIE 1st
- Titre original : 魔法少女リリカルなのは The MOVIE 1st
- Réalisation : Keizo Kusakawa
- Scénario : Masaki Tsuzuki
- Chara-design : Yasuhiro Okuda
- Musique : Hiroaki Sano
- Producteur : Akio Mishima, Tatsuya Tanaka, Hiroyuki Shimizu
- Genre : Mahō shōjo
- Durée : 130 min
- Année de production : 2010
- Studio : Seven Arcs Pictures

### Magical Girl Lyrical Nanoha The MOVIE 2nd A's
- Titre original : 魔法少女リリカルなのはThe MOVIE 2nd A's
- Réalisation : Keizo Kusakawa
- Scénario : Masaki Tsuzuki
- Chara-design : Yasuhiro Okuda
- Musique : Misa Chujo
- Producteur : Akio Mishima, Tatsuya Tanaka, Hiroyuki Shimizu
- Genre : Mahō shōjo
- Durée : 150 min
- Année de production : 2012
- Studio : Seven Arcs Pictures

### Magical Girl Lyrical Nanoha Reflection
- Titre original : 魔法少女リリカルなのは Reflection
- Réalisation : Takayuki Hamana
- Scénario : Masaki Tsuzuki
- Chara-design : Kana Hashidate
- Musique : Misa Chujo
- Producteur :
- Genre : Mahō shōjo
- Durée : 106 min
- Année de production : 2017
- Studio : Seven Arcs Pictures

### Magical Girl Lyrical Nanoha Detonation
- Titre original : 魔法少女リリカルなのは Detonation
- Réalisation : Takayuki Hamana
- Scénario : Masaki Tsuzuki
- Chara-design : Kana Hashidate
- Musique : Misa Chujo
- Producteur :
- Genre : Mahō shōjo
- Durée : 111 min
- Année de production : 2018
- Studio : Seven Arcs Pictures